# Anneau Hans-Reinhart
L'anneau Hans-Reinhart, créé en 1957, est une distinction nationale annuelle (attribuée sous forme d’un anneau) qui honore une personnalité marquante du théâtre en Suisse. Cette distinction est devenue en 2014 le grand prix suisse de théâtre / anneau Hans-Rheinhardt.
Contrairement à d'autres récompenses, qui passent d'un lauréat à son successeur, l'anneau Hans-Reinhart, réalisé sur mesure, demeure en possession de la personnalité honorée.

## Histoire
Le prix a été décerné jusqu'en 2012 par la Société suisse du théâtre, qui a transmis la remise du prix à l'Office fédéral de la culture (OFC), l'intégrant au Prix suisses de théâtre en tant que grand prix. Depuis 2013, le lauréat est donc désigné par le jury fédéral de théâtre, avec le soutien de l'Office fédéral de la culture (OFC).

## Récipiendaires
- 1957 : Margrit Winter
- 1958 : Leopold Biberti
- 1959 : Traute Carlsen
- 1960 : Käthe Gold
- 1961 : Marguerite Cavadaski
- 1962 : Heinrich Gretler
- 1963 : Ernst Ginsberg
- 1964 : Michel Simon
- 1965 : Maria Becker
- 1966 : Max Knapp
- 1967 : Lisa della Casa
- 1968 : Charles Apothéloz
- 1969 : Leopold Lindtberg
- 1970 : Ellen Widmann
- 1971 : Rolf Liebermann
- 1972 : Carlo Castelli
- 1973 : Inge Borkh
- 1974 : Annemarie Düringer
- 1975 : Charles Joris
- 1976 : Dimitri
- 1977 : Max Röthlisberger
- 1978 : Edith Mathis
- 1979 : Peter Brogle
- 1980 : Philippe Mentha
- 1981 : Ruodi Barth
- 1982 : Heinz Spoerli
- 1983 : Reinhart Spörri
- 1984 : Ruedi Walter
- 1985 : Benno Besson
- 1986 : Anne-Marie Blanc
- 1987 : Werner Düggelin
- 1988 : Emil Steinberger
- 1989 : François Rochaix
- 1990 : Gardi Hutter
- 1991 : Bruno Ganz
- 1992 : (pas décerné)
- 1993 : Paul Roland
- 1994 : Ketty Fusco
- 1995 : Rolf Derrer
- 1996 : Mathias Gnädinger
- 1997 : Luc Bondy
- 1998 : Werner Hutterli
- 1999 : Gerd Imbsweiler et Ruth Oswalt
- 2000 : Werner Strub
- 2001 : Peter Schweiger
- 2002 : Anna Huber
- 2003 : Gisèle Sallin et Véronique Mermoud
- 2004 : Brigitta Luisa Merki
- 2005 : Dominique Catton
- 2006 : Roger Jendly
- 2007 : Giovanni Netzer
- 2008 : Nadja Sieger, Urs Wehrli et Tom Ryser
- 2009 : Jean-Marc Stehlé
- 2010 : Volker Hesse
- 2011 : Christoph Marthaler
- 2012 : Daniele Finzi Pasca
- 2013 : Yvette Théraulaz
- 2014 : Omar Porras
- 2015 : Stefan Kaegi
- 2016 : compagnie Theater HORA
- 2017 : Ursina Lardi
- 2018 : Théâtre Sgaramusch
- 2019 : Yan Duyvendak
- 2020 : Jossi Wieler
- 2021 : Martin Zimmermann
- 2022 : Barbara Frey (de)[3]
- 2023 : Cindy Van Acker[4].